# Are (langue)
Pour les articles homonymes, voir Are.
L’are (ou mukawa) est une des langues de la pointe papoue, une langue océanienne, parlé dans la province de Baie Milne, à l'extrémité du cap Vogel, par 1 230 locuteurs. Il est proche du gapapaiwa et est proche, d'un point de vue lexical au doga (47 à 55 % de similarité). 